# Nedroma
Nedroma (en arabe: ندرومة, en berbère : Nedruma), est une commune de la wilaya de Tlemcen dans l'ouest algérien, située à proximité de la frontière marocaine, à environ 58 km au nord-ouest de Tlemcen.
Capitale des Trara, sa médina a conservé son allure médiévale et compte plusieurs monuments historiques classés.

## Toponymie
Nedroma du berbère Ndṛouma qui signifie : « ville située dans un élargissement de vallée, au pied d'un versant ».
L'étymologie évoquée par Léon l'Africain, Ned-Roma : « rivale de Rome » est une fausse étymologie, d'autant qu'aucun vestige ou inscription de l'époque romaine n'a été retrouvé à Nedroma.
C'est entre les IXe et XIe siècles qu'une ville nommée Falousen a dû prendre le nom de Nedroma. Ce nom est celui d'une tribu berbère, fraction de la famille de Koumya, de la souche des Beni Faten, selon Ibn Khaldoun.

## Géographie

### Situation
Le territoire de la commune de Nedroma est situé au Nord-Ouest de la wilaya de Tlemcen. Elle est la capitale du massif des Trara et située à 77 km de Tlemcen, à 27 km au nord de Maghnia sur le CW 46, à 126 km (à vol d'oiseau) d'Oran et à 476 km (à vol d'oiseau) d'Alger. Elle est proche de la mer Méditerranée, à 20 km de Ghazaouet, à proximité des côtes ibériques.

Localisation de Nedroma au centre des Trara

| Ghazaouet | Dar Yaghmouracene | Honaïne Beni Ouarsous       |
| Tienet    | Nedroma           | Aïn Kebira                  |
| Djebala   | Djebala           | Aïn Kebira Hammam Boughrara |

### Relief et hydrographie
Nedroma est située à 420 m d'altitude, la commune s'étale sur le versant nord du mont Fellaoucene dans le massif des Trara, l'un des chaînons de l'Atlas tellien dans sa terminaison occidentale extrême. Elle est perchée sur un replat, dominant une plaine fertile accessible à la mer et alimentée par des sources abondantes.

### Climat
Le climat à Nedroma est chaud et tempéré, de type méditerranéen. Les précipitations annuelles avoisinent les 400 mm, la température annuelle en moyenne est de 16.9°.
| Mois                                | jan. | fév. | mars | avril | mai | juin | jui. | août | sep. | oct. | nov. | déc. | année |
| ----------------------------------- | ---- | ---- | ---- | ----- | --- | ---- | ---- | ---- | ---- | ---- | ---- | ---- | ----- |
| Température moyenne (°C)            | 10   | 11   | 13   | 14    | 17  | 21   | 24   | 25   | 23   | 19   | 15   | 11   | 17    |
| Précipitations (mm)                 | 43   | 54   | 57   | 58    | 45  | 15   | 3    | 2    | 13   | 34   | 41   | 62   | 433   |
| Nombre de jours avec précipitations | 6    | 8    | 7    | 7     | 6   | 3    | 1    | 1    | 2    | 5    | 7    | 7    | 64    |

### Localités de la commune
En 1984, la commune de Nedroma est constituée à partir des localités suivantes :
- Nedroma
- Khoriba
- Zaouiet El Yagoubi
- Djebabra
- Kaïbia
- Dar Benfarès
- Ouled Daoud
- Sidi Daoud
- Ouled M'Hammed
- Stor
- Ouled Benhmiti
- Moulay Ahmed
- Ouled Ichou
- Mellala
- Alkehala
- Ouled Meftah
- Dar Benzerka
- El Assa
- Aïn Zebda
- Sidi Bouhadja
- Erouita
- Ouled Berahou
- kasba

## Histoire

### Préhistoire et Antiquité
La proche région de Nedroma a été habitée à l'époque néolithique, ce dont témoigne la découverte de lames de silex, des fragments de poteries dans les grottes sur la rive gauche de l'oued Ghazaouet, tandis que celle de Mezoudj était habitée.
II n'y eut certainement pas de ville romaine à l'emplacement de Nédroma. Toutefois, les Romains étaient présents dans la région, le comptoir d'Ad Fratres situé sur l'actuel Ghazaouet en est la preuve.

### Fondation de la ville après la période islamique
La tribu de Ndrouma appartenait à la grande tribu berbère zénète des Koumïa. Vieille cité berbère, Nedroma s'est affirmée depuis le milieu du Moyen Âge et a joué un rôle important dans son cadre régional en tant que centre d'artisanat et foyer de culture. Elle est habitée alors par une population berbérophone en voie d'arabisation, dans une zone qui a connu une arabisation précoce.
D'après la tradition, l'actuelle ville semble avoir été bâtie avant le XIe siècle, à l'emplacement de la grande cité berbère de Médinet-En-Batha, littéralement « la ville de la plaine » sur la plaine de Mezaourou. Elle paraît aussi avoir porté le nom de Fellousen, au pied du djebel Felhaoussen, ainsi que l'affirme, à la fin du IXe siècle, le géographe Al-Yaqubi dans son Kitab el-Boldan.
La ville et le nom de Nedroma existent dès l'époque almoravide, et très probablement avant. Au XIIe siècle, le géographe Al-Bakri donne une brève description de la ville de Nédroma, il la qualifie de « madina » (ville). Nedroma était reliée à la mer par la vallée de l'oued Masin, qui aboutissait au port de Masin, toujours selon Al-Bekri. On ignore si ce port correspond à la baie de Ghazaouet, ou à celle de Sidna Youcha.
La Grande Mosquée est attribuée aux Almoravides à la fin du XIe siècle, ainsi la ville revêt un caractère officiel et jouit d'une dignité religieuse. Dans les villes islamiques, la grande mosquée jouait un rôle à la fois religieux, culturel et politique. En 1164, Al Idrissi, présente la ville comme florissante : « Nedroma, ville considérable, bien peuplée, ceinte de murailles, pourvue de marchés et située sur une hauteur à mi-côte... Des champs ensemencés et arrosés par une rivière en dépendent. Sur la hauteur, du côté de l'orient, on trouve des jardins, des vergers, des habitations et de l'eau en abondance ».

### Période almohade et zianide

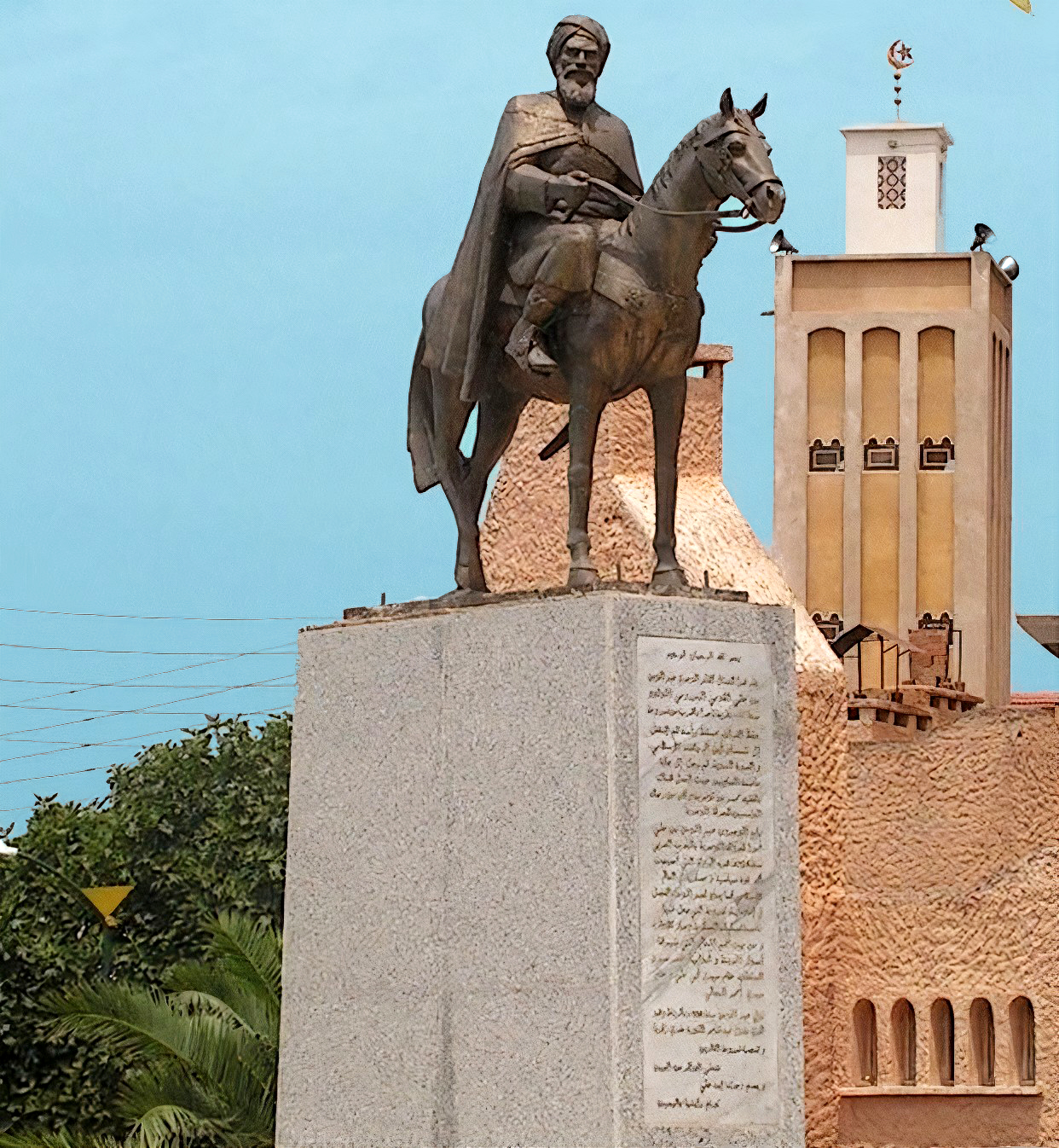
Statue d'Abd al-Mumin Ibn Ali dans la ville

Abd al-Mumin, souverain almohade, est généralement sacré « fondateur de Nedroma » par la tradition populaire, qui en a fait le « héros fondateur » de la cité. En effet le fondateur de la dynastie Abd al-Mumin Ibn Ali en est originaire. Il est fils d'un artisan de la tribu zénète Koumïa, de la région de Honaïne, au pied du djebel Tejra, non loin de Nedroma.
Abd al-Mumin s'appuya principalement dans son gouvernement sur sa tribu d'origine et la ville va lui servir comme base de départ. Nedroma connut avec lui un regain de célébrité. La ville, déjà précédemment entourée de murailles, est transformée en véritable place forte, dominée par une qasba.
Il est probable que la cité a connu de grands bouleversements dans la structure de la population. Il semble que, à l'époque de la décadence du régime sinon avant, Nedroma ait bénéficié d'un statut indépendant. C'est ce que suggère l'épisode rapporté par Ibn Khaldoun, et situé au temps où Djabar Ibn Yousef était gouverneur de Tlemcen et de sa région au nom du sultan almohade al-Mamun : « Djabar établit son autorité sur le Maghreb Central [...]. Étant allé, l'an 629 (1231-32) à Nedroma pour en faire le siège, il fut blessé à mort par une flèche tirée au hasard ».
À la chute des Almohades, la ville gravite autour de Tlemcen, les zianides installent un gouverneur dans la ville, dès le règne de Yaghmoracen Ibn Ziane. Les conflits entre les deux dynasties antagonistes, zianides et mérinides entraînent des graves conséquences pour la ville, mais ces faits militaires ne constituent que des brefs épisodes et n'ont pas compromis son existence.
La ville a accueilli de nombreux immigrants andalous, chassés par la Reconquista. La Reconquista achevée en 1492, fit refluer les Andalous sur l'Afrique du Nord, lesquels sont à l'origine de ces communautés andalouses, ainsi que leur savoir, art musical et poétique.

### Période ottomane

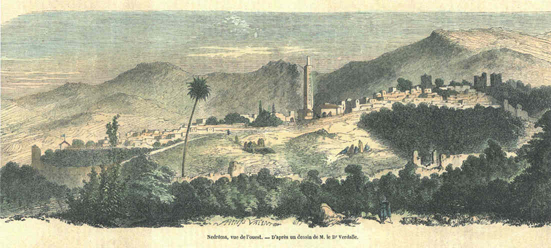
Nedroma, vue de l’ouest

Au début du XVIe siècle, Nedroma devient un important centre textile, et se spécialise dans les tissés de coton et dans les couvertures. Nedroma, quoique éloignée d'Alger, était un centre administratif des Trara, étendant son rayonnement jusqu'aux villes voisines.
L'influence andalouse est aussi due à la deuxième vague de réfugiés Morisques venus d'Espagne, à la suite du décret d'expulsion des Morisques en 1609. Elle est parmi les cités qui ont su garder l'héritage andalou, comme l'atteste cette chronique de Guillermo Rittwagen, philologue hispano-arabe et critique espagnol du début du XXe siècle:
« 
Sur le chemin de Nemours à Maghnia, aux pieds même du mont Fillaoucène, se lève la cité d'où j'envoie ces lignes, et qui bien qu'elle soit algérienne, conserve son caractère morisque comme aucune et est la vraie métropole des Arabes andalous expulsés d'Espagne. J'avais lu que beaucoup de familles de Nedroma conservent encore les très anciennes clefs et les titres des propriétés de leurs ancêtres en Espagne, et qu'elles les conservent parce qu'elles ont l'espérance d'y retourner.
 »
Au début du XIXe siècle, elle compte 2 500 à 3 000 habitants, elle se situe parmi les petites villes de l'Algérie précoloniale à l'instar de Kalaa et Mazouna. Sa population est composée notamment d'exilés d'Espagne et une minorité de juifs.

### Période coloniale
La colonisation n'a pas modifié le cadre général de la médina et aucun colon européen ne s'y est installé : la ville demeure entre ses remparts jusque vers 1940, avec la même population, seule une partie de ses remparts est détruit pour le tracé d'une route.
En 1881, les premiers colons s'installent à Nedroma, parallèlement à la concentration foncière dans le terroir au profit d'une minorité d'Algériens. Sa population passe de 2 205 habitants en 1866 à 7 005 habitants en 1948 (population locale uniquement) et connaît de nombreux mouvements migratoires. Cette croissance démographique est interrompue par deux périodes de déclin en 1926 et en 1954, puis, elle connaît un accroissement soutenu notamment entre 1956 et 1960.
En effet, une grande partie de l'élite citadine trouve refuge au Maroc ; sous la pression des combats dans la région, la population rurale s'installe alors en ville. À la fin de la guerre, la population émigrée au Maroc ne revient pas s'installer dans la médina, mais occupe les emplois laissés vacants dans les grandes villes. La minorité européenne compte 500 habitants en 1954 et 236 en 1960, et disparaît complètement en 1962 ; la communauté juive est estimée à 340 habitants en 1866 et atteint 582 avant la Seconde Guerre mondiale, puis s'expatrie en France peu avant le cessez-le-feu en 1962.

## Démographie
Selon le recensement général de la population et de l'habitat de 2008, la population de la commune de Nedroma est évaluée à 32 498 habitants contre 14 399 en 1977.
L'évolution démographique de Nedroma n'a été ni homogène, ni stable et les périodes de forte croissance sont rares, à la différence de nombreuses villes algériennes qui ont connu une promotion administrative, ou un investissement industriel important. En dehors de la période post-coloniale, la croissance de la population n’a jamais atteint les moyennes nationales.
| 1977   | 1987   | 1998   | 2008   |
| ------ | ------ | ------ | ------ |
| 14 399 | 21 646 | 31 226 | 32 498 |

## Administration

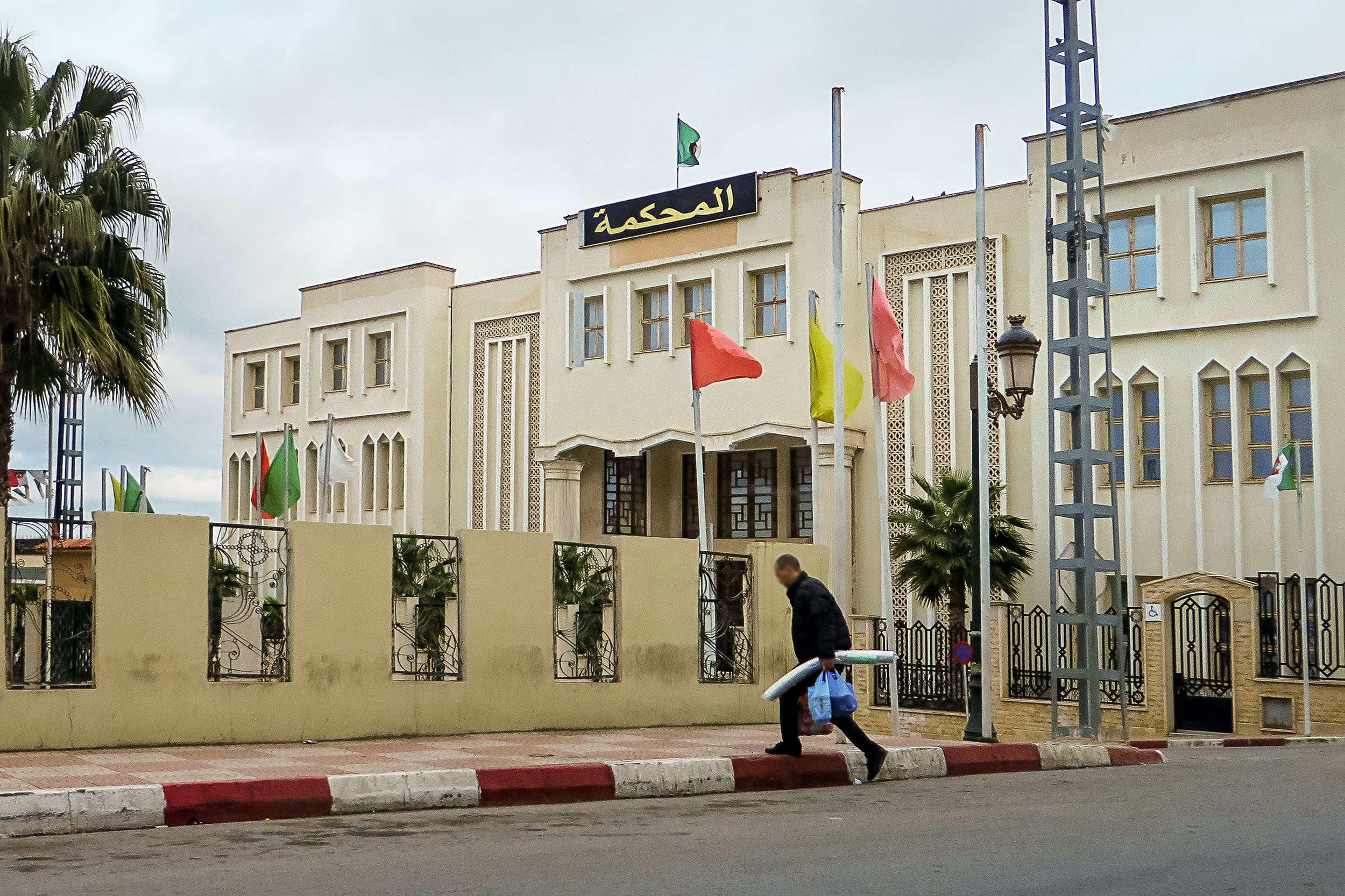
Tribunal de Nedroma

Nedroma a un statut de daïra, née d'un découpage administratif, relativement récent et comprend deux communes : Djebala et Nedroma. Elle est limitée à l'est par la daïra de Beni Saf, au nord par Ghazaouet, à l'ouest par Maghnia.

## Urbanisme

### La médina

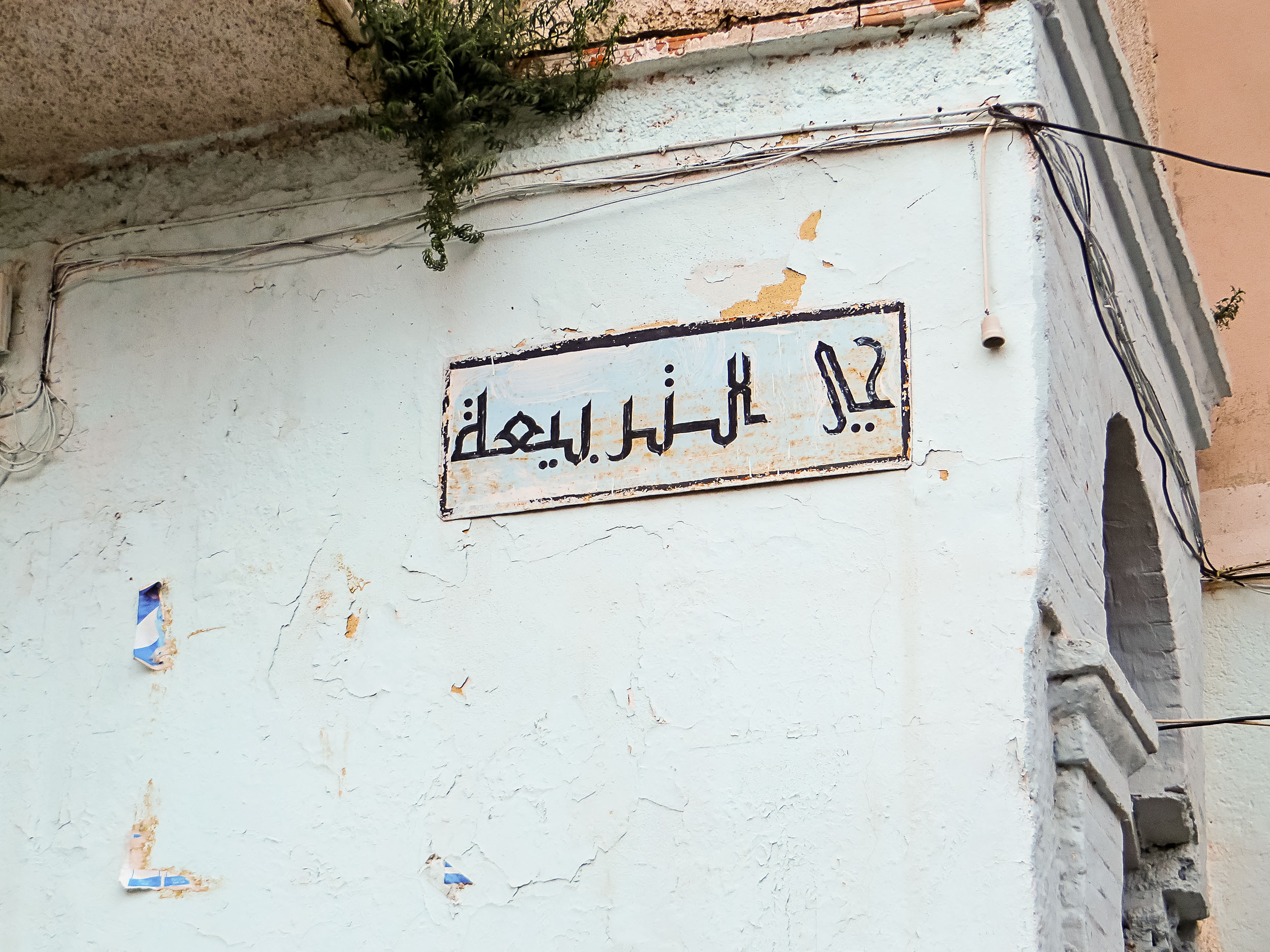
A proximité de la tarbia.

La médina de Nédroma s'installe dès la fin du XIe siècle au pied du djebel Fellaoucène, dominant un vaste territoire comprenant la plaine de Mezaourou. La cité a bien gardé son allure médiévale islamique, fait ainsi partie de la grande famille des médinas – comme Tlemcen et Constantine, mais sans être l'égale des grandes métropoles maghrébines.
Elle est constituée de quatre quartiers : Béni-Zid, Béni-Affane, Kherba et le Souq (Ahl-Souk) ; l'ensemble est enserré par des remparts dont certains subsistent encore aujourd’hui. Sa trame urbaine originelle ne subit que de très légères modifications durant la période coloniale. Sa grande mosquée existe dès le XIe siècle, un vieux bain maure (el-hammâm el-bâli) jouxte la grande mosquée témoigne par son nom de son ancienneté.
La grande place tarbia (التربيعة en arabe), appelée ainsi en raison de sa forme carrée, est entourée par les anciens quartiers aux ruelles étroites. La ville comprend, en outre, un nombre important d'édifices religieux : des mosquées de quartier, des lieux saints et des écoles coraniques.

### Urbanisation récente

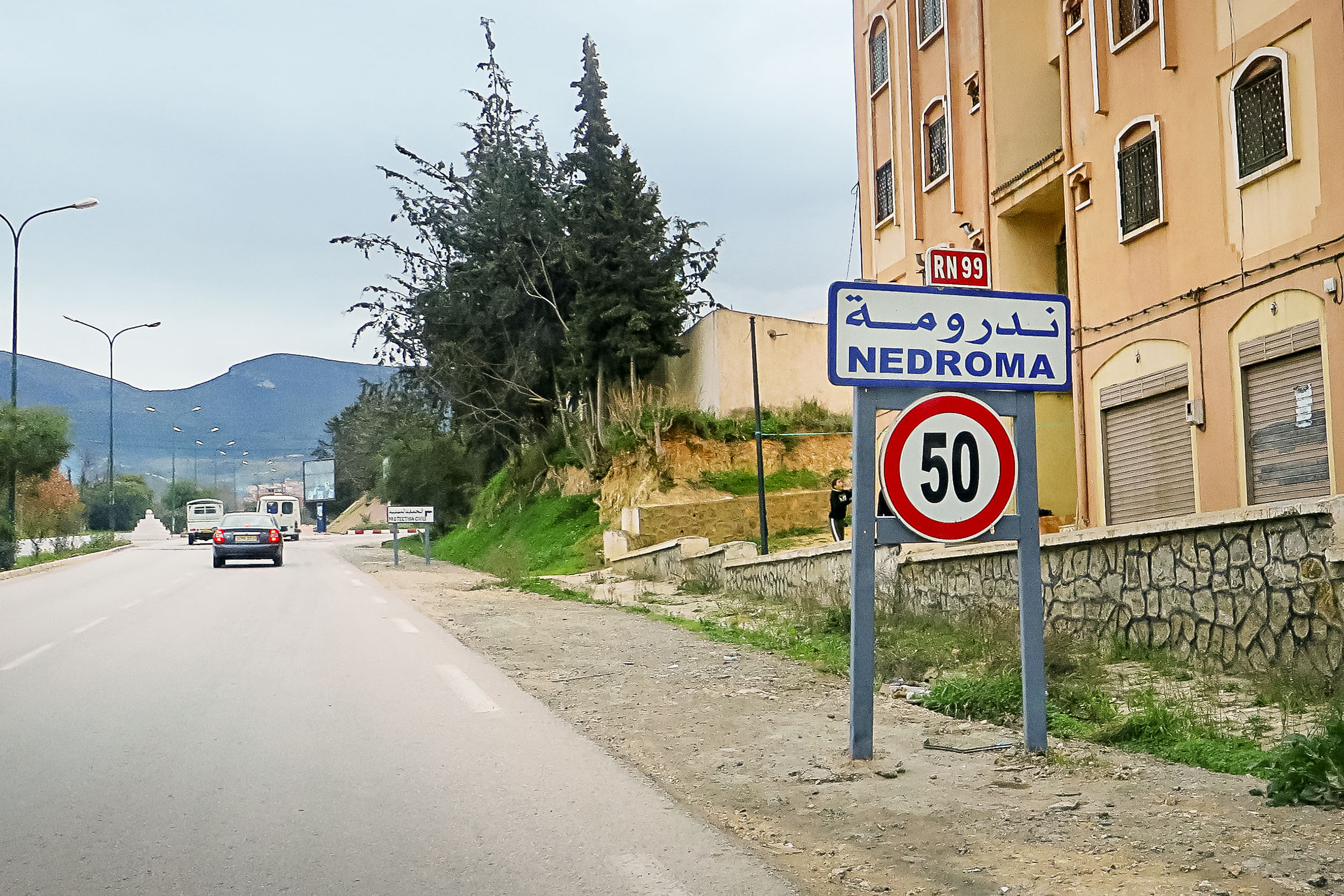
Lotissement récent à l'entrée de la commune de Nedroma.

La configuration spatiale du grand Nedroma est composée de la vieille ville (médina), une nouvelle ville et un gros bourg Sidi Abderrahmane. La ville a connu une stagnation dans son évolution urbaine durant la période post-indépendance. Ce n'est qu'à partir des années 1970, que la ville sort de ses remparts et déborde sur les terrains agricoles du Nord, à la suite des lotissements communaux et des projets de la planification nationale qui lui ont permis de se doter d'une base industrielle et d'une implantation d'équipements à usage collectif et d'acquérir de nombreux terrains en expropriant leurs propriétaires.
Dès 1980, la ville est réanimée et prend une nouvelle expansion urbaine avec l'extension de l'habitat individuel de type moderne. Ce nouveau rythme de croissance va rapidement s'essouffler ; l'élaboration du PDAU (Plan directeur d’aménagement et d’urbanisation) en 1994 a redémarré le processus d'urbanisation, des chantiers sont mis en œuvre à partir de 1997 et qui ont abouti notamment à la construction des logements sociaux. Cette nouvelle urbanisation est très lâche et dominée par des lotissements abritant un habitat individuel dominant et des équipements d'accompagnement mal répartis.

## Économie

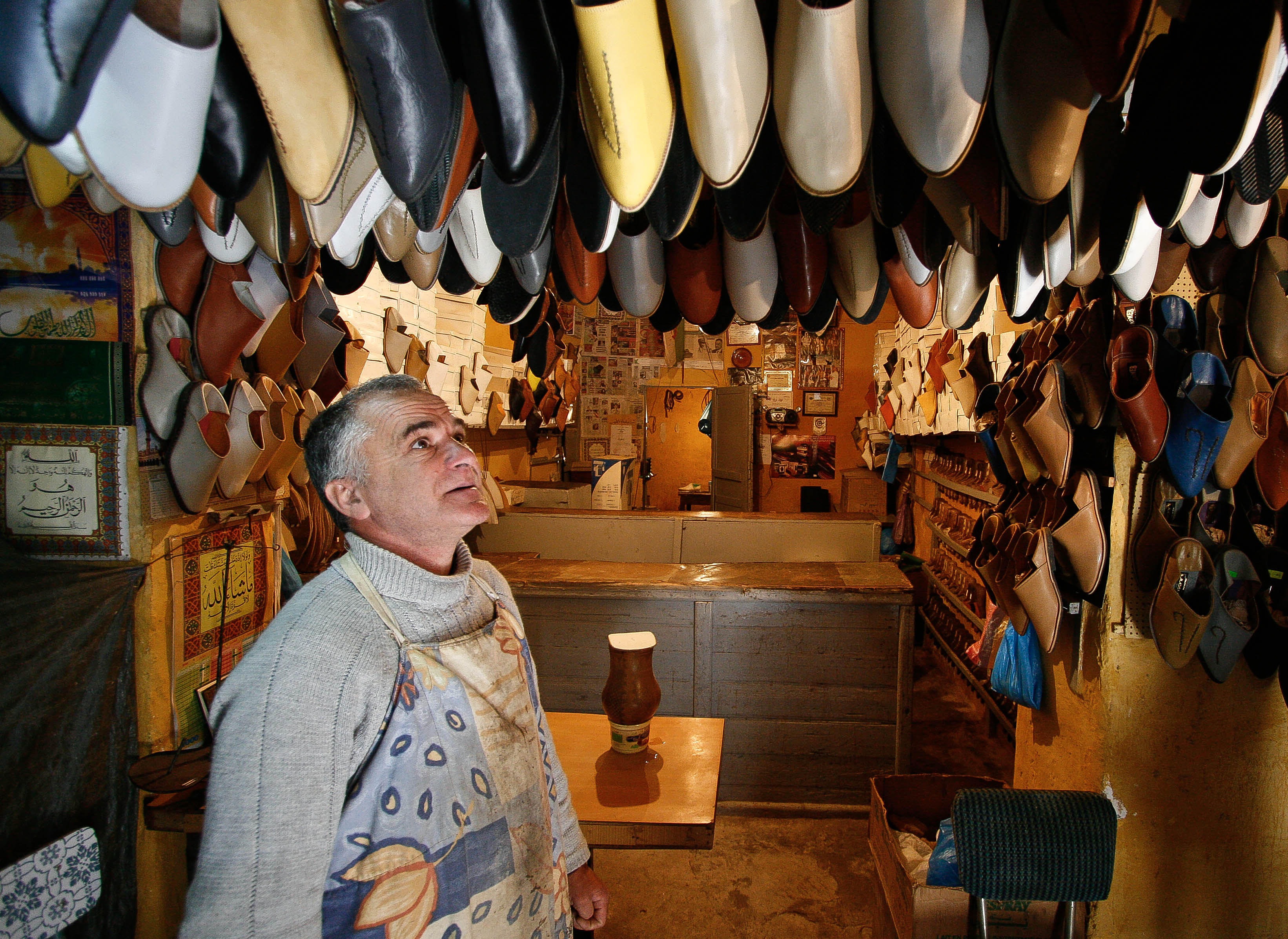
Aritisan du babouche.

Nedroma est un centre d'artisanat actif, elle vit principalement de l'agriculture et de l'artisanat et compte de nombreux petits artisans, tailleurs, potiers, menuisiers, ébénistes et tisserands. Les investissements d’État et les envois de fonds de l'émigration ont relancé l'activité locale.
Dans les années 1970 et 1980, elle s'est dotée d'une industrie légère avec deux unités de meubles et de soie. Durant les dernières décennies, les activités artisanales sont transposées vers le nord. Les ateliers de menuiserie, de confection sont localisés au-delà de la périphérie de la vieille ville. Dans la médina, néanmoins, la fonction commerçante et boutiquière, l'activité de service, sont restées vivaces.

## Culture et société

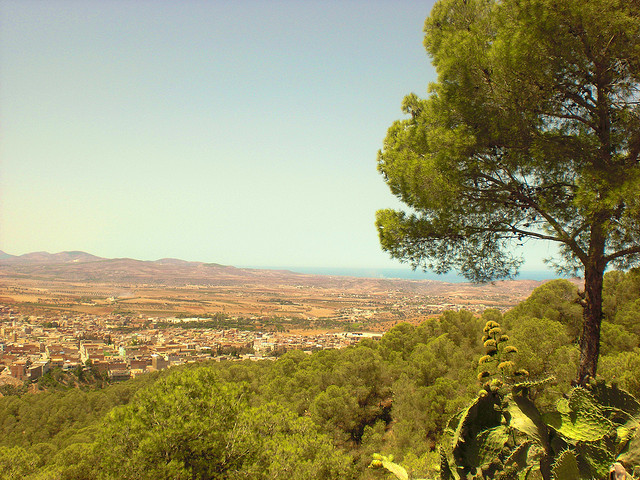
Vue sur la ville des hauteurs.

Nedroma est parmi les villes en Algérie qui ont bien su préserver les coutumesancestrales, les fêtes religieuses, et en général toutes les cérémonies publiques et privées dans leur cadre ancien, avec tout le pittoresque et la poésie qui se rattachent à la culture musulmane.
Sa population se distinguait de celles des environs, les deux se sont maintenues durant des siècles comme différentes jusqu'à une époque récente. La tradition citadine se manifestait dans la nourriture, l'habillement, ainsi que la musique et le chant. Une association, el-Mouahidia, s'est créée dans la ville pour protéger son patrimoine et en transmettre la mémoire.
La ville s'est dotée d'une école française dès 1856, puis d'une école de filles « indigènes » dans les années 1930. La scolarisation a permis de former une élite qui valut à la ville la réputation d'être une « pépinière de fonctionnaires », elle a notamment fourni l'administration chérifienne des cadres bilingues après l'instauration du protectorat. Ainsi, après l'indépendance du pays, les Nedromis étaient largement représentés dans les administrations régionales et centrales algériennes et contribuaient à l'encadrement des ministères et services spécialisés.
Des personnalités publiques qui ont occupé des postes importants dans la hiérarchie de l'administration algérienne sont natifs de Nedroma. Elle a donné à l'Algérie son premier médecin (Mohamed Nekkache), un financier reconnu (M'Hammed Benrahhal), le premier ambassadeur en France de l'Algérie indépendante (Abdelatif Rahal), un Premier ministre, de nombreux ministres et responsables d'entreprises nationales, des fonctionnaires, des entrepreneurs et des militaires.
D'après Gilbert Grandguillaume:
« 
Les merveilleuses médinas du Maghreb[...] Nédroma fut l'une d’entre elles et elle en conserva longtemps la marque dans son architecture, son langage, sa musique, ses traditions. Mais la dispersion de ses fils en Algérie et de par le monde montre qu’elle sut aller de l’avant. En 2002, il est frappant de constater combien l’Algérie nouvelle aurait gagné à s’inspirer de ce modèle. Ses enfants fréquentaient l’école française, mais ils allaient aussi apprendre l’arabe à la mosquée. Ainsi enracinés dans une solide tradition, ils n’eurent aucun complexe à prendre leur place dans un univers différent.[...] Propulsée hors de ses enceintes, la vieille médina détiendrait-elle encore aujourd’hui le secret d'une identité algérienne ? »

## Patrimoine

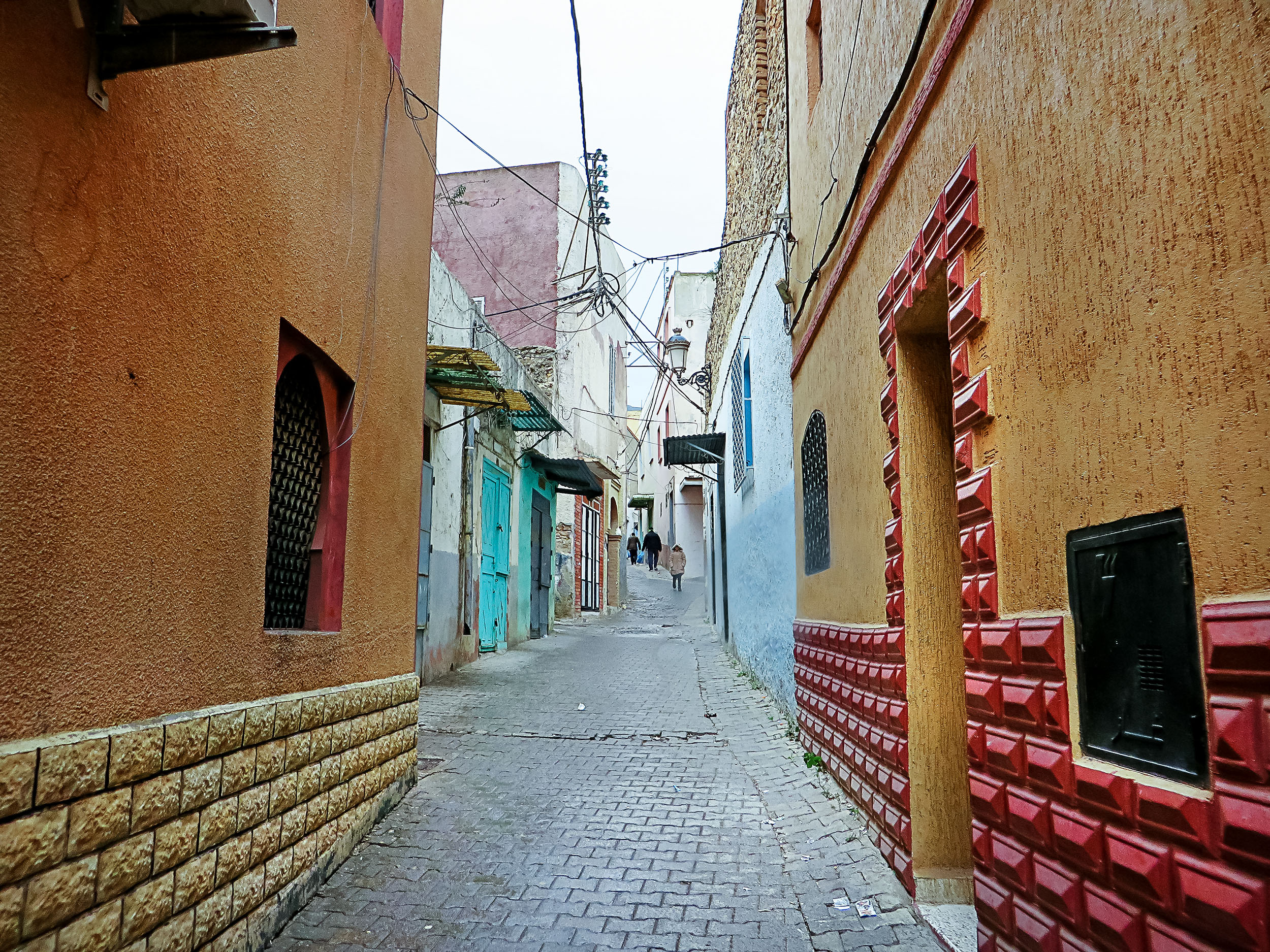
La médina

Nedroma se présente un peu comme une petite Tlemcen. Sa médina est conservée à l'intérieur de ses murailles. Elle dénombre plusieurs sites historiques par la présence d'anciennes mosquées, de hammams, de remparts. Elle a été classée secteur sauvegardé au patrimoine national algérien, et compte plusieurs édifices classés.
L'architecture traditionnelle à Nedroma est basée sur des matériaux humbles comme l'argile, la brique nue ou le stuc, et de la céramique artistique. Les structures sont masquées, entourées par une décoration abstraite, répétant à l’infini un motif géométrique ou végétal. Aussi, l’arabesque, décoration fondée sur un entrelacs de motifs végétaux stylisés. La calligraphie, est souvent utilisée dans la décoration. Plusieurs monuments comme la Grande Mosquée font référence en matière d'architecture hispano-mauresque.
Nedroma et les Trara sont inscrits sur la liste indicative du patrimoine mondial de l'Unesco depuis 2002 au titre de « Nedroma et les Trara » pour les critères (ii)(iii)(iv)(v).

### Monuments et sites
Le bain antique (Hammam El-bali), appelé également Hammam El baraka et situé à la place Terbiâa, près de la grande mosquée, est l'un des plus anciens hammam de Nedroma. Il a été édifié au XIe siècle. L'eau, qui provient des monts Fillaoucen, est chauffée au bois. À proximité, se trouve le Mamouni, un petit espace décoré de différentes espèces de fleurs et de plantes qui se mêlent aux roseaux entourant cet espace.
Le palais du sultan est édifié par Abd al-Moumen ibn Ali, un passage secret menant jusqu'à la place Terbiâa. Ce passage a été construit par Abou Yacoub Youcef, un émir zianide durant son séjour au palais.
La vieille ville compte plusieurs maisons traditionnelles communément appelée Dar : maison famille Rahal, maison du Kadi (juge), maison Fetouh Gharnati, maison famille Senhadji.
L'ancienne ville était entourée, dans le passé, par des remparts dans lesquels s'ouvraient quatre portes : Bab Firaki (Est), Bab Taza (Ouest), Bab Medina (Nord), Bab Kasbah (Sud). Les remparts ont disparu des côtés nord et est, mais ils subsistent encore, du côté sud et à l'ouest.

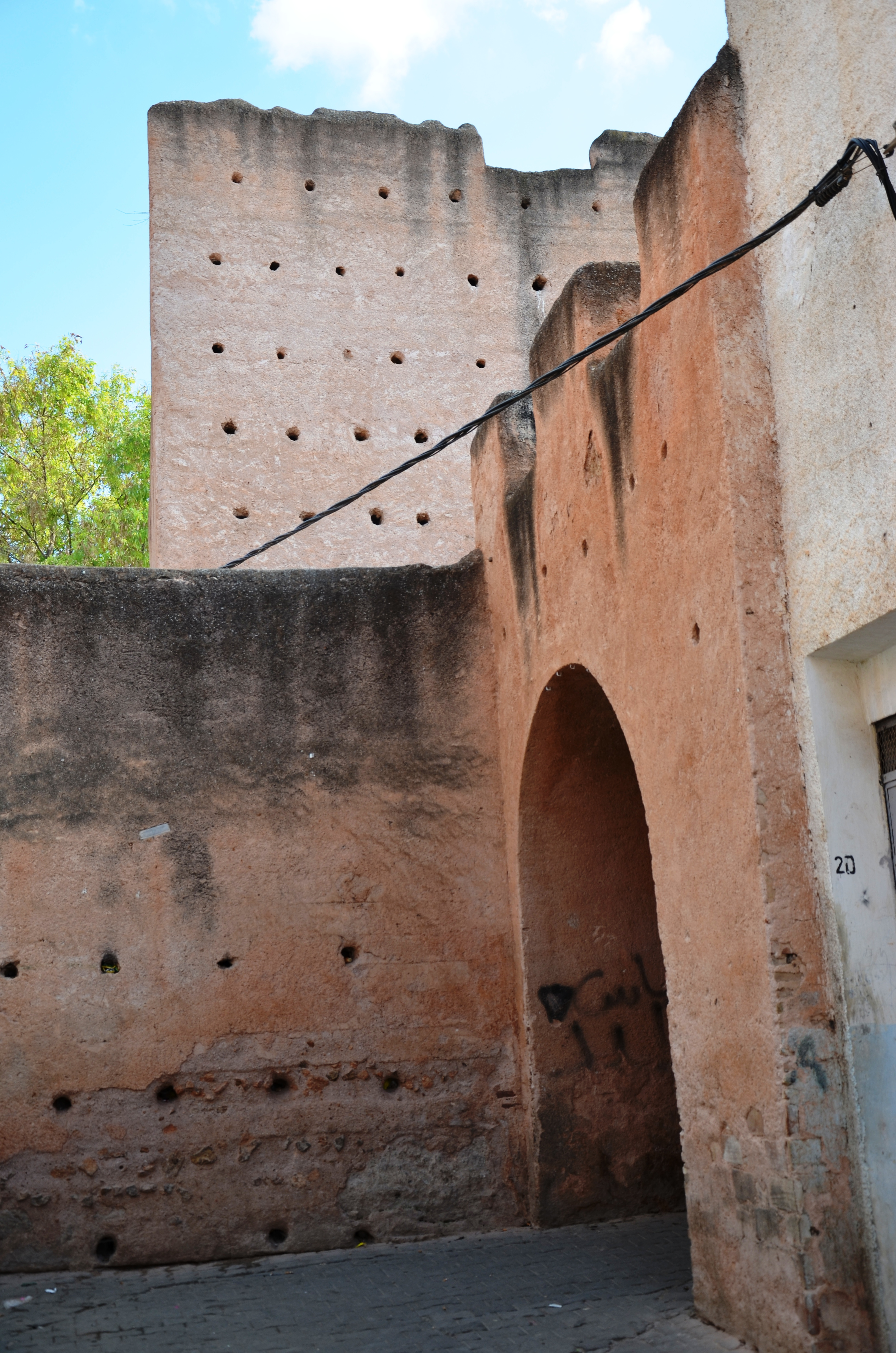
Bab Kasbah
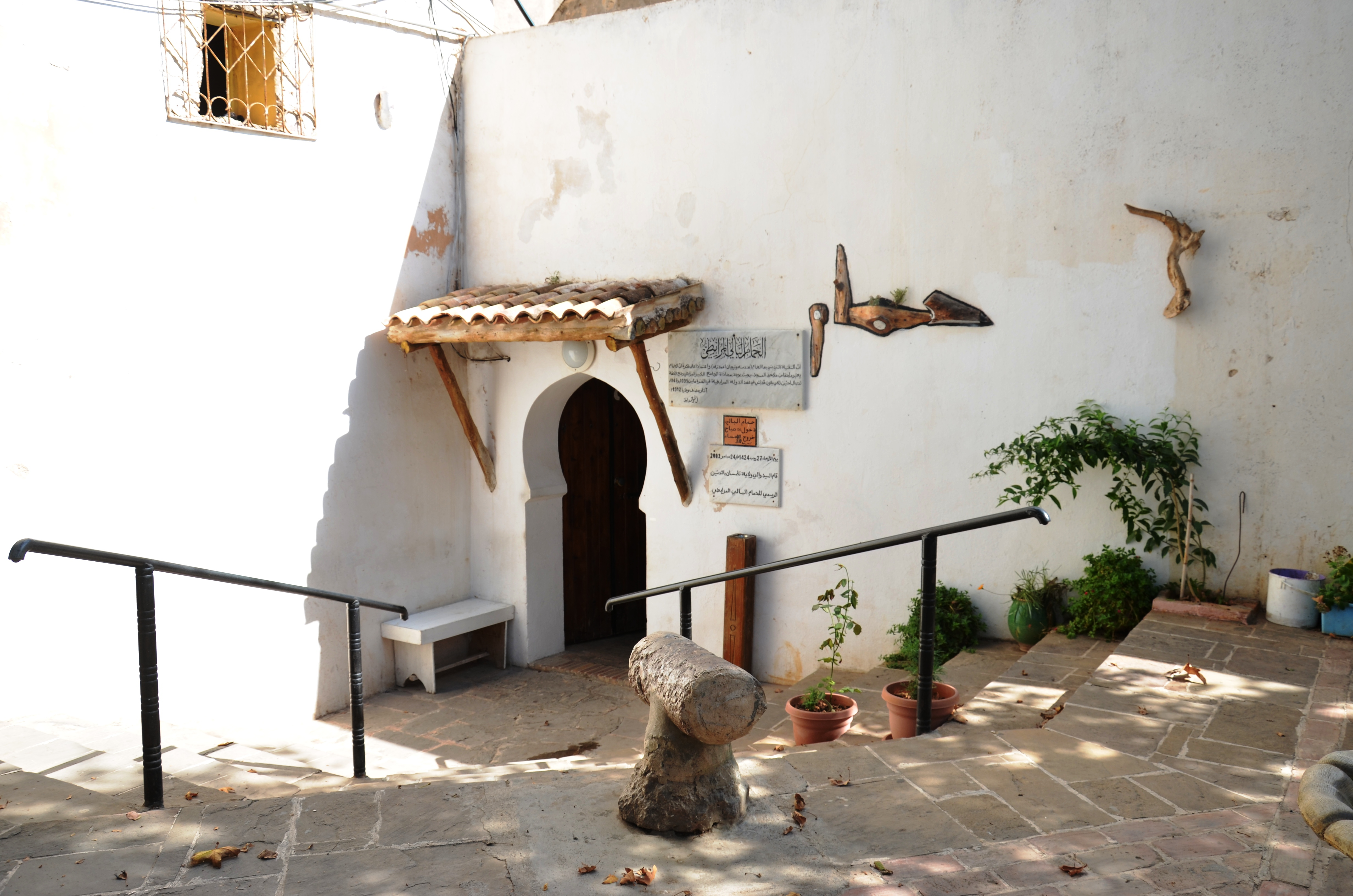
Hammam El-Bali
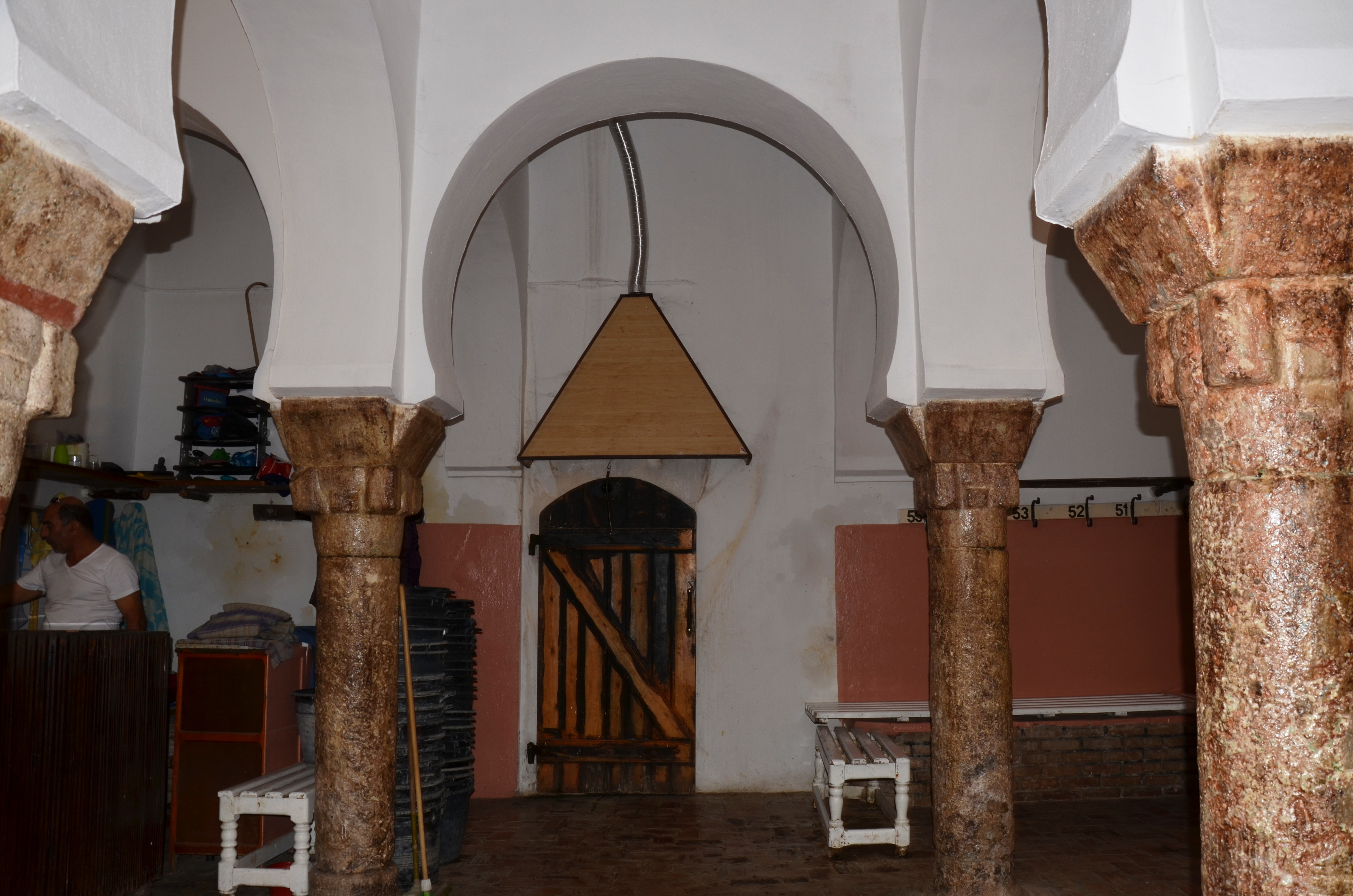
A l'intérieur du Hammam
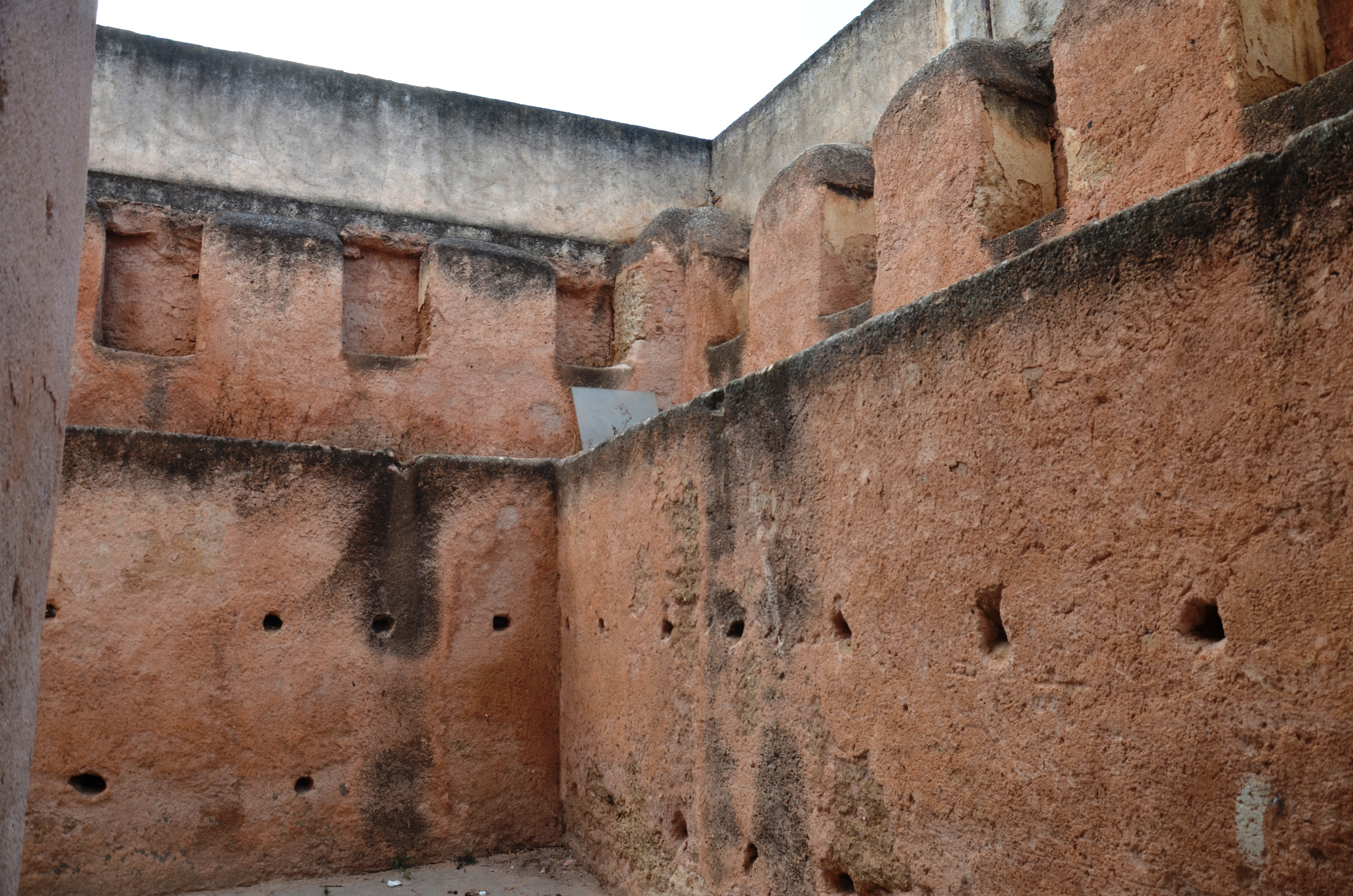
Rempart de la Casbah

### Écoles, tombeaux et édifices religieux
- La Grande Mosquée de Nedroma, existait dès le XIe siècle, son minaret est plus récent, et date du XIVe siècle[35] (classée[46])
- Mosquée El Kaddarine, dont la construction a précédé celle de la Grande Mosquée[44], (classée[46])
- Tombeau et Medersa de Sidi Bou Ali (classé[46])
- Tombeau de Sidi Mandil (classé[46])
- Mosquée et Tombeau de Sidi Seyaje El Andaloussi (Ère Almoravides)
- Mosquée Sidi Saldane (Ère Almohade)
- Mosquée et Tombeau de Sidi Ahmed El-Bejai (Ère Almohade)
- Mosquée et Tombeau Sidi Soltane (Ère Almohade)
- Tombeau et Medersa de Lalla Zohra (Ère Almohade)
- Mosquée Lalla-Alia (Ère Zianide)
- Mosquée et Tombeau de Sidi Yahya Ben Aoufine (Ère Zianide)
- Tombeau de Djaber Ben Abdallah Ziani (Ère Zianide)
- Tombeau et Medersa de Sidi Abderrahman El Yagoubi (Ère Ottomane, vers 1600)
- Tombeau de Sidi Belghit (Ère Ottomane)

Elle compte également plusieurs zaouïas : la Aïssawa, la Qadiriyya, la Hebria Derkaouiyya, la Slimania, la Ziania et la Tidjaniya.

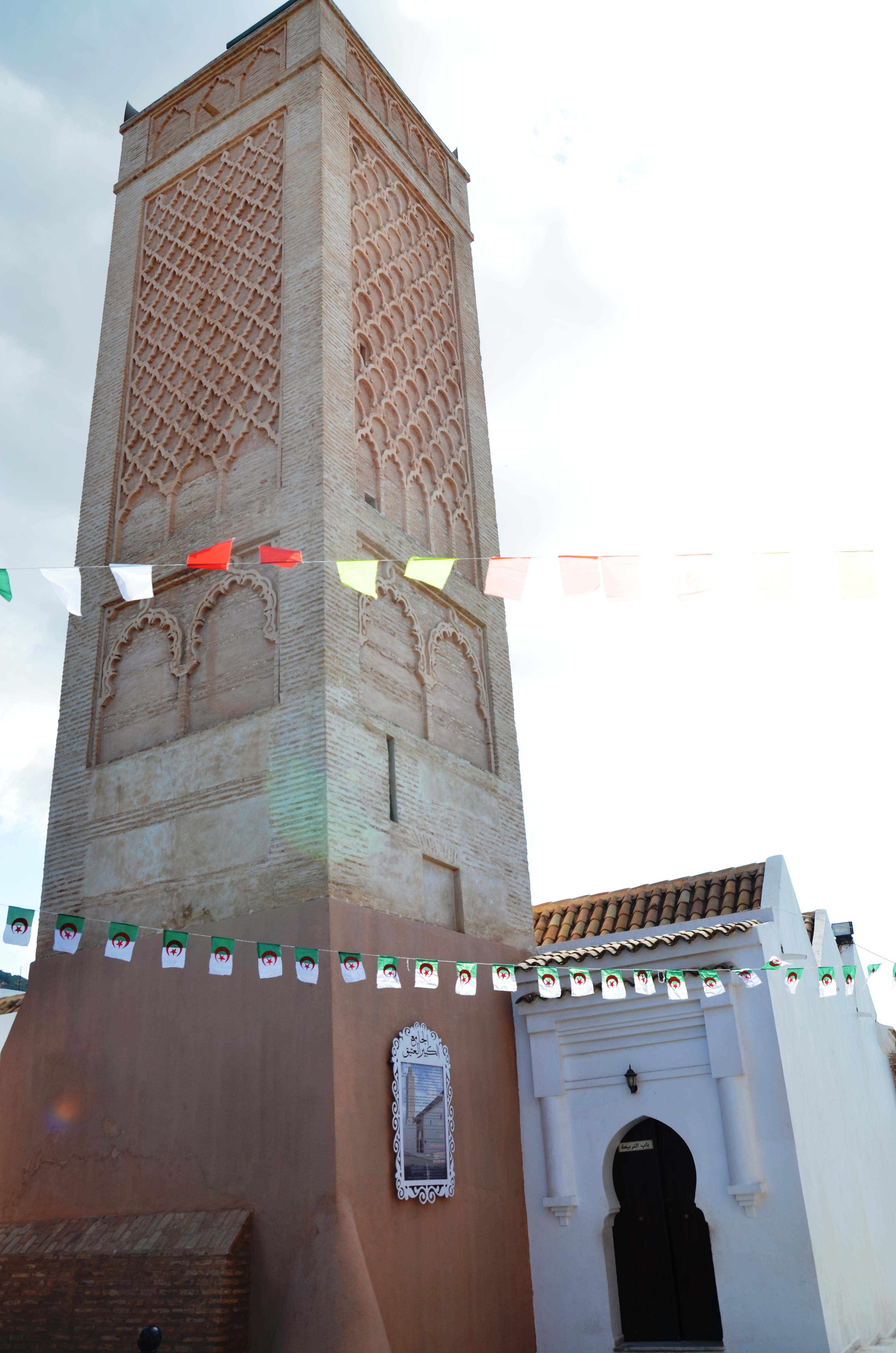
Le minaret de la Grande Mosquée de Nedroma
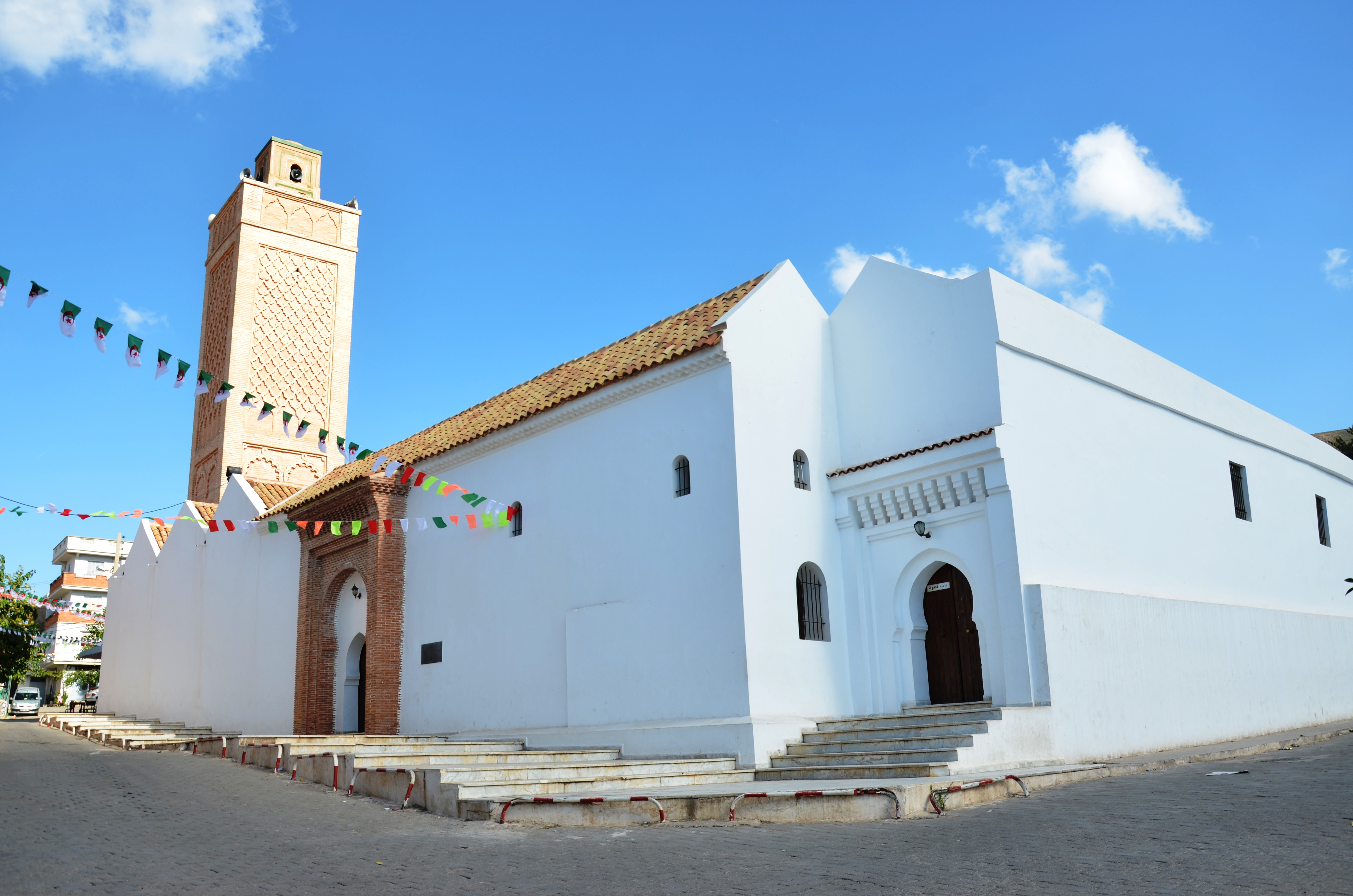
Grande Mosquée de Nedroma
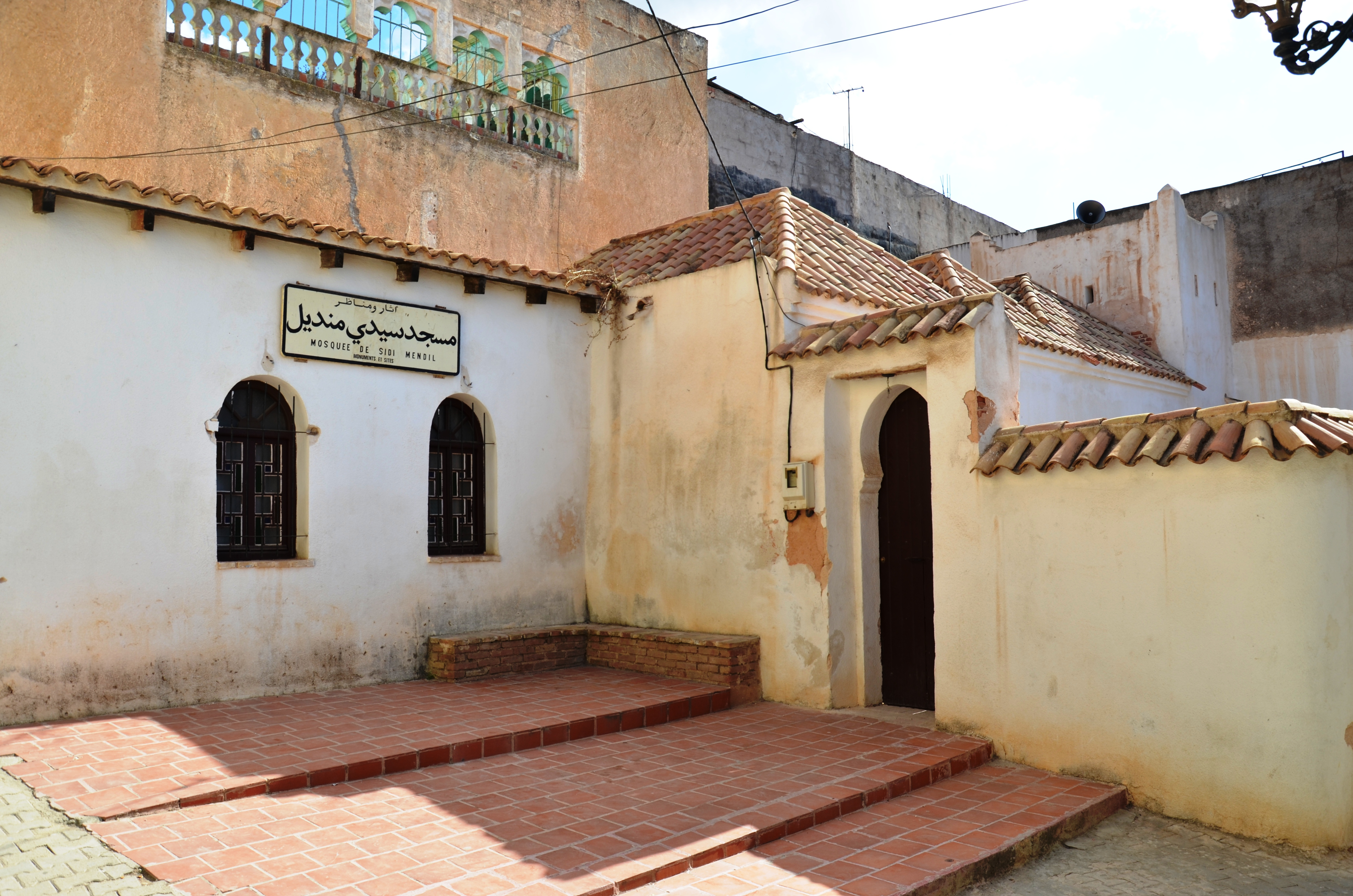
Mosquée de Sidi-Mendil
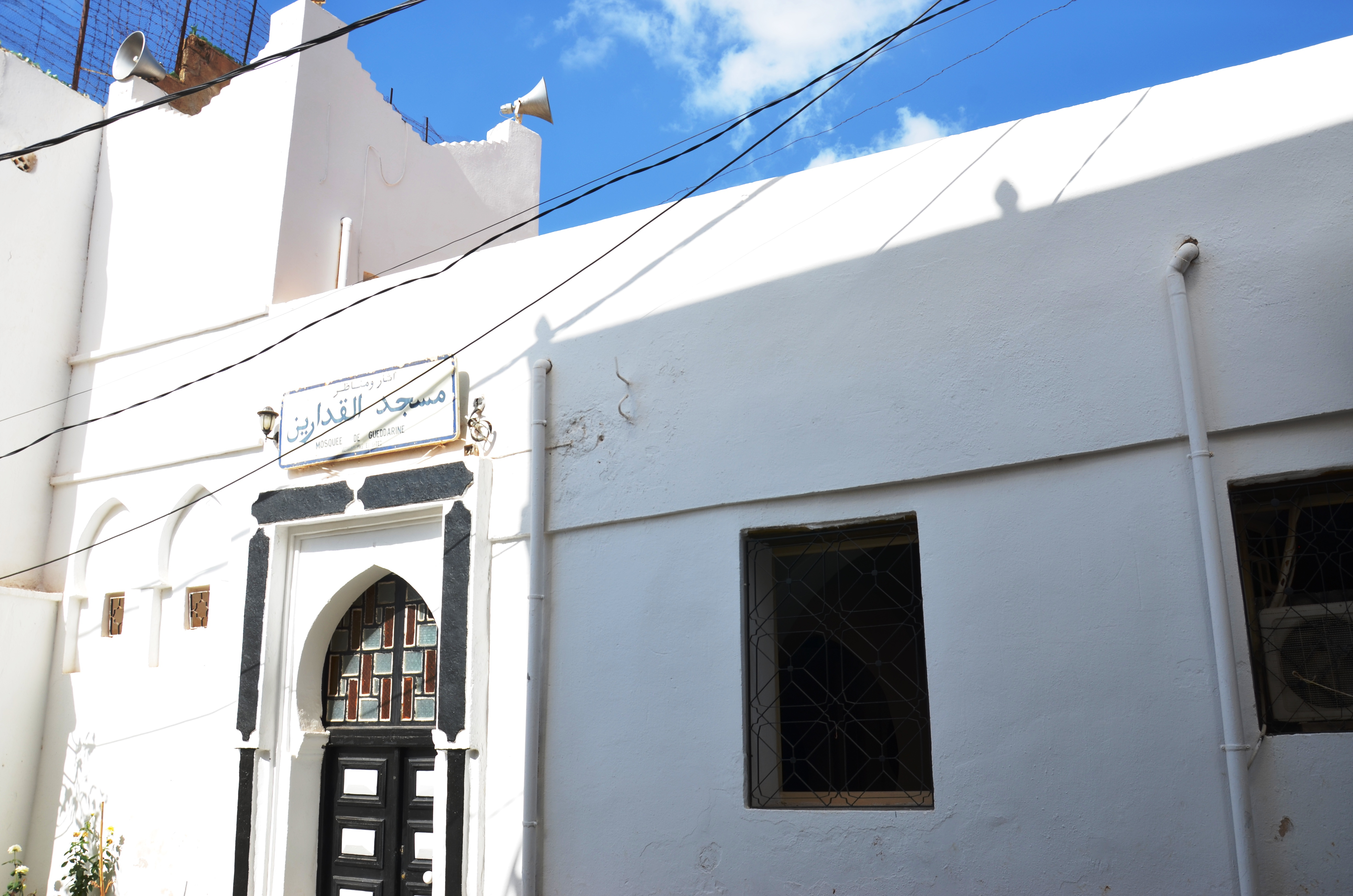
Mosquée El Kaddarine

## Vie quotidienne

### Le parler
Le parler de Nédroma, le nedromi, est un des parlers citadins algériens et avait ses caractéristiques propres, proches de celles du parler de Tlemcen, mais néanmoins différentes. Cette spécificité doit moins apparaître aux générations actuelles, dans la mesure où les façons de parler tendent à s'homogénéiser.

### Musique
Les genres musicaux les plus répandus à Nedroma sont le gharnati et le hawzi. La musique arabo-andalouse est un élément important du patrimoine culturel de la ville, qui se rattache à l'école de Tlemcen. De grands orchestres se sont illustrés dans le passé : Si Driss, Rahmani, Ghenim. Elle est actuellement représentée, entre autres par l’association El Moutribia el Mouahidia dirigée par El Hadj Mohamed El Ghaffour. Cet orchestre avait obtenu le 4e prix lors du Festival national de musique andalouse de 1968 et le premier prix de musique hawzi au Festival national de musique et de chants populaires en 1969.
Elle comptait notamment des auteurs du melhoun, tels cheikh el Mekki Ziani, Mohamed Remaoun et Kaddour Ben Achour Zerhouni. L'allaoui est également l'une des musiques ancestrales de Nedroma et sa région.

### Sports
- ASBN : Amel Sari Baladiat Nedroma
- Association Sportive de Nédroma

### Santé
Nedroma dispose d'un hôpital (EPH), qui a connu une extension récente.

### Jumelages
- Bondy (France)

## Personnalités liées à la commune

### Personnalités historiques
- Abd al-Mumin (calife), premier calife de la dynastie Almohade.
- Abou Tachfine Abderrahmane II, souverain zianides (1388-1393), y est né en 1351[33].
- Sidi Benamar at trari, fondateur de la Zaouïa qui porte son nom.
- Hamza Ben Rahal, cadi et prévôt de la ville sous l'émir Abd el-Kader. Il est l'auteur d'un ouvrage sur l'histoire de Nedroma.

### Personnalités artistiques et académiques
- Mohamed Remaoun (1833-1919), mystique, poète et musicien.
- Kaddour Ben Achour Zerhouni (1850-1938), poète, musicien et mystique renommé.
- Mohamed Nekkache (1856-1942), premier médecin algérien.
- Mhamed Ben Rahal (1857-1928), premier bachelier algérien. Il a consacré sa carrière à défendre les droits civiques, politiques et culturels des Algériens.
- Elias Zerhouni (1951°), a été directeur du National Institutes of Health de 2002 à 2008.
- Si Driss Benrahal, artiste de la musique arabo-andalouse à Nedroma.
- Mohammed Ramdani, chef d'orchestre de musique arabo-andalouse.
- El Hadj Mohamed El Ghaffour (1930°), maître du hawzi et du gharnati.

### Personnalités politiques
- Abdelaziz Bouteflika (1937°), ancien moudjahid et homme politique, président de la République algérienne démocratique et populaire de 1999 à 2019.
- Abdelatif Rahal, ancien membre émérite du corps enseignant et homme politique, il a été le premier ambassadeur accrédité par l'Algérie indépendante.
- Sid Ahmed Ghozali (1937°), ingénieur et homme politique, il a occupé le poste de Premier ministre de l'Algérie.
- Mohamed Benamar Zerhouni, homme politique et défenseur de la langue arabe et du patrimoine poétique populaire, Ministre de la communication (1994-1995).
- Tahar Zerhouni, a occupé le poste de Secrétaire d'État auprès du ministre de l'Éducation nationale.
- Noureddine Yazid Zerhouni (1937-2020), homme politique algérien, il a dirigé les services secrets algériens et occupé de nombreux postes d'ambassadeur et de ministre.
- Ahmed Kheddam,(dit Ould Benmensour) (1943-2014), inspecteur des forces navales algériennes de 1992 à 2001 et le premier sous-marinier algérien.

### Personnalités sportives
- Bilal Hamdi (1991), footballeur franco-algérien.